# Спасич, Милан
Милан Спасич (серб. Милан Спасић / Milan Spasić; 8 ноября 1909, Белград — 17 апреля 1941, Которский залив) — югославский сербский моряк, лейтенант 2 ранга Королевских военно-морских сил Югославии, Народный герой Югославии (посмертно). Участник Второй мировой войны.

## Биография
Родился 8 ноября 1909 в Белграде в бедной крестьянской семье (родом из Сьеницы). Окончил школу в Белграде в 1929 году с отличием, в том же году осенью как первый по рангу был зачислен в VII класс Военно-морской академии Дубровника. Окончил её в звании капитана корвета в 1932 году опять же как первый в ранге. За время учения в академии окончил курсы торпедно-минной специализации.
В 1937 году Спасич впервые управлял учебным кораблём «Ядран», совершая рейс в Северную Америку. После 20 дней долгого путешествия корабль добрался до Бермудских островов, что стало сенсацией в мире: при слабом развитии навигации югославский моряк довёл корабль до суши.
В апреле 1941 года Спасич нёс службу в звании лейтенанта 2 ранга и в должности ответственного за торпеды и мины на эсминце «Загреб» в Которском заливе. Утром 6 апреля, когда «Загреб» был пришвартован в порту Доброты, в небе появились итальянские бомбардировщики. Пять самолётов спикировали вниз и сбросили бомбы на корабль, однако те взорвались в нескольких десятках метров от судна. Хотя эсминец сотрясался от взрывов, но повреждений не получил. В течение следующих дней итальянцы ограничивались разведывательными полётами, 13 апреля повторный авианалёт окончился безрезультатно. Боеготовность корабля оставалась одной из самых высоких, хотя в целом боеготовность флота падала день ото дня: югославские моряки уходили на сушу и вступали в сухопутные части.
15 апреля был издан приказ о прекращении огня, запрете топить собственные суда и открывать огонь по вражеской авиации. 17 апреля было объявлено о капитуляции Югославии, и итальянцы направились в Которский залив для захвата уцелевших кораблей. Подобное объявление Машера и Спасич расценили как оскорбление флоту, однако ввиду отсутствия возможностей к сопротивлению предпочли затопить эсминец.
17 апреля, в тот же день, утром весь экипаж покинул корабль. В 14 часов рядом появилась моторная лодка, которая собиралась отвезти на сушу командира, первого офицера, лейтенантов Спасича и Машеру, а также одного из артиллеристов. Однако Спасич и Машера сразу отказались садиться в лодку, перед этим успев сообщить командиру, что они подожгли предохранители в отделении боеприпасов. Поставленный перед этим фактом, командир немедленно прыгнул в лодку, чтобы спастись. Итальянцы ожидали, что Машера и Спасич всё-таки согласятся добровольно покинуть корабль и перебраться на сушу.
Однако, спустя несколько минут раздались два мощных взрыва, от которых корабль раскололся на несколько частей и пошёл ко дну. Незадолго перед этим Машера и Спасич подняли военно-морской флаг Югославии на корабле, отдавая ему честь. Во время взрыва оба моряка погибли на месте.
В Тиватском заливе рыбаки позднее обнаружили труп Милана Спасича (тело Сергея Машеры было почти уничтожено во время пожара, но 24 апреля его фрагменты были обнаружены в море). Похоронен Спасич был 19 апреля на военном кладбище Савини вместе с другими военным и гражданскими лицами. Похороны были проведены итальянцами с соблюдением всех воинских почестей, под впечатлением героизма и патриотизма югославских моряков. Позднее там же были захоронены останки Машеры.

## Память

### В Югославии

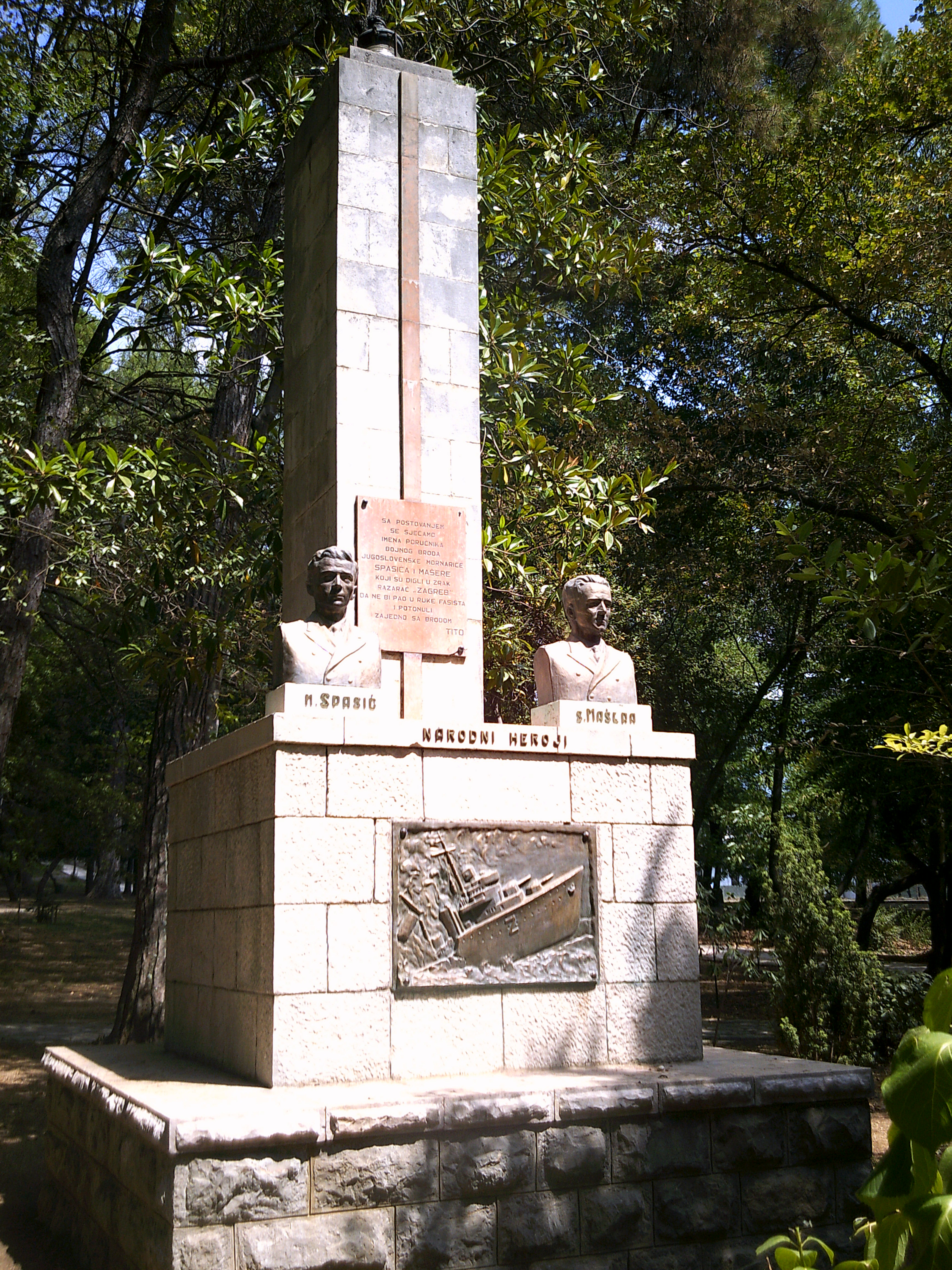
Памятник в Тивате

К 30-летию со дня образования Военно-морского флота СФРЮ председатель СФРЮ Иосип Броз Тито своим указом присвоил посмертно звание Народного героя как Сергею Машере, так и Милану Спасичу. В Тивате был поставлен памятник морякам, а в пригороде Белграда Жарково появились улицы Милана Спасича и Сергея Машеры. С 1967 года Морской музей в Пиране носит имя Сергея Машеры.

### За границей
На Мальте в 1942 году был поставлен памятный знак в честь Милана Спасича и Сергея Машеры. В 1944 году вышла книга под названием «Флоты в изгнании» (англ. Navies in Exile), в которой описывался подвиг Машеры и Спасича. В 1968 году был снят фильм «Пламя над Адриатикой» (фр. Flammes sur l'Adriatique), сценаристом которого стал Меша Селимович.